# Indische Cricket-Nationalmannschaft in den West Indies in der Saison 1975/76
Die Tour der indischen Cricket-Nationalmannschaft auf die West Indies in der Saison 1975/76 fand vom 10. März bis zum 25. April 1976 statt. Die internationale Cricket-Tour war Bestandteil der Internationalen Cricket-Saison 1975/76 und umfasste vier Tests. Die West Indies gewannen die Test 2–1.

## Vorgeschichte
Die West Indies spielten zuvor eine Tour in Australien, Indien eine Tour in Neuseeland.
Das letzte Aufeinandertreffen der beiden Mannschaften bei einer Tour fand in der Saison 1974/75 in Indien statt.

## Stadien
Die folgenden Stadien wurden für die Tour als Austragungsort vorgesehen.
| Stadt         | Land                | Stadion           | Kapazität | Spiele       |
| ------------- | ------------------- | ----------------- | --------- | ------------ |
| Bridgetown    | Barbados            | Kensington Oval   | 11.000    | 1. Test      |
| Kingston      | Jamaika             | Sabina Park       | 20.000    | 4. Test      |
| Port of Spain | Trinidad und Tobago | Queen’s Park Oval | 25.000    | 2. & 3. Test |

## Kaderlisten
Die folgenden Kader wurden von den Teams benannt.
| Test | Test |
| West Indies | Indien |
| --- | --- |
| - Bishan Bedi (K) - Mohinder Amarnath - Surinder Amarnath - Bhagwath Chandrasekhar - Anshuman Gaekwad - Sunil Gavaskar - Syed Kirmani (wk) - Madan Lal - Brijesh Patel - Erapalli Prasanna - Parthasarthi Sharma - Eknath Solkar - Dilip Vengsarkar - Srinivas Venkataraghavan - Gundappa Viswanath | - Clive Lloyd (K) - Imtiaz Ali - Wayne Daniel - Roy Fredericks - Vanburn Holder - Michael Holding - David Holford - Bernard Julien - Raphick Jumadeen - Alvin Kallicharran - Deryck Murray (wk) - Albert Padmore - Viv Richards - Andy Roberts - Lawrence Rowe |

## Tests

### Erster Test in Bridgetown
| 10. – 13. März Scorecard | Bridgetown | Indien 177 (54.1) & 214 (73)                      | – | West Indies 488-9d (138.5) |
|                          |            | West Indies gewinnt mit einem Innings und 97 Runs |   |                            |

Indien gewann den Münzwurf und entschied sich als Schlagmannschaft zu beginnen.

### Zweiter Test in Port of Spain
| 24. – 29. März Scorecard | Port of Spain | West Indies 241 (97) & 215-8 (124) | – | Indien 402-5d (156) |
|                          |               | Remis                              |   |                     |

Indien gewann den Münzwurf und entschied sich als Feldmannschaft zu beginnen.

### Dritter Test in Port of Spain
| 7. – 12. April Scorecard | Port of Spain | West Indies 359 (109.2) & 271-6d (104.3) | – | Indien 228 (102.4) & 406-4 (147) |
|                          |               | Indien gewinnt mit 6 Wickets             |   |                                  |

Die West Indies gewannen den Münzwurf und entschieden sich als Schlagmannschaft zu beginnen.

### Vierter Test in Kingston
| 21. – 25. April Scorecard | Kingston | Indien 306-6d (104.2) & 97 (26.2)  | – | West Indies 391 (140.3) & 13-0 (1.5) |
|                           |          | West Indies gewinnt mit 10 Wickets |   |                                      |

Die West Indies gewannen den Münzwurf und entschieden sich als Feldmannschaft zu beginnen.